# Дочь Альбиона
Дочь Альбиона — рассказ Антона Павловича Чехова. Написан в 1883 году, впервые опубликован в 1883 году в журнале «Осколки» № 33 за 13 августа с подписью А. Чехонте.

## Публикации
Рассказ А. П. Чехова «Дочь Альбиона» написан в 1883 году, впервые опубликована в 1883 году в сборнике «Осколки», 1883, № 33, 13 августа с подписью А. Чехонте. Издатель «Осколков» Лейкин писал Чехову: «Рассказ Ваш „Дочь Альбиона“ длинноват, но мне нравится, хорошенький рассказ, оригинальный, хотя англичанка и утрирована в своей беззастенчивости. Послал его набирать в типографию».
В 1886 году рассказ включался сборник «Пестрые рассказы», включён в издание А. Ф. Маркса.
При жизни Чехова рассказ был переведен на венгерский, немецкий, польский, румынский, сербскохорватский и чешский языки.

## Сюжет
Однажды, ближе к вечеру, в гости к помещику Ивану Кузьмичу Грябову приехал уездный предводитель дворянства Фёдор Андреевич Отцов. Помещика он нашел в двух верстах от дома на реке за ловлей рыбы с незамужней английской гувернанткой. На призыв попить водки Грябов стал живо обсуждать Уильку Чарльзовну Тфайс, называть её «кукла», «длинный гвоздь», «кикимора», «тритон». Не знавшая русского языка англичанка ничего не понимала в их разговоре и только презрительно смотрела на мужчин.
Через некоторое время у Грябова за что-то зацепился крючок, он вынужден был раздеться и лезть в воду без одежды. Объяснить англичанке, что надо отвернуться, рыбаки не смогли, однако мисс Тфайс лишь презрительно улыбнулась, задвигала бровями и хладнокровно сменила червя. «Это, брат, ей не Англия!» — сказал Грябов. Он вылез из воды и продолжил ловлю рыбы.

## Критика
По мнению критиков, в рассказе раскрывается ситуация, показывающая наличие устойчивых национальных представлений у «своих» и «чужих». В действиях русского помещика и англичанки показываются глубокие ментальные различия двух культур, задающих особенности национального поведения. В образе мисс Тфайс Чехов дал представления русских о характере англичан: твердое самообладание, подавление эмоций и чувств, безразличие ко всему на свете, лицемерие и пуританство, презрение к «чужому».
При жизни Чехова литературная критика увидела в рассказе «невероятность» и «скабрезность». Читатель-современник В. П. Горленко посчитал рассказ «пошлым».

## Экранизации
- 1914 — Дочь Альбиона. Беззаконие, режиссёр Борис Глаголин
- 1971 — Эти разные, разные, разные лица…, режиссёры Игорь Ильинский, Юрий Сааков. Новелла «Дочь Альбиона». В ролях: Игорь Ильинский